# Parlamentsgebäude (Budapest)

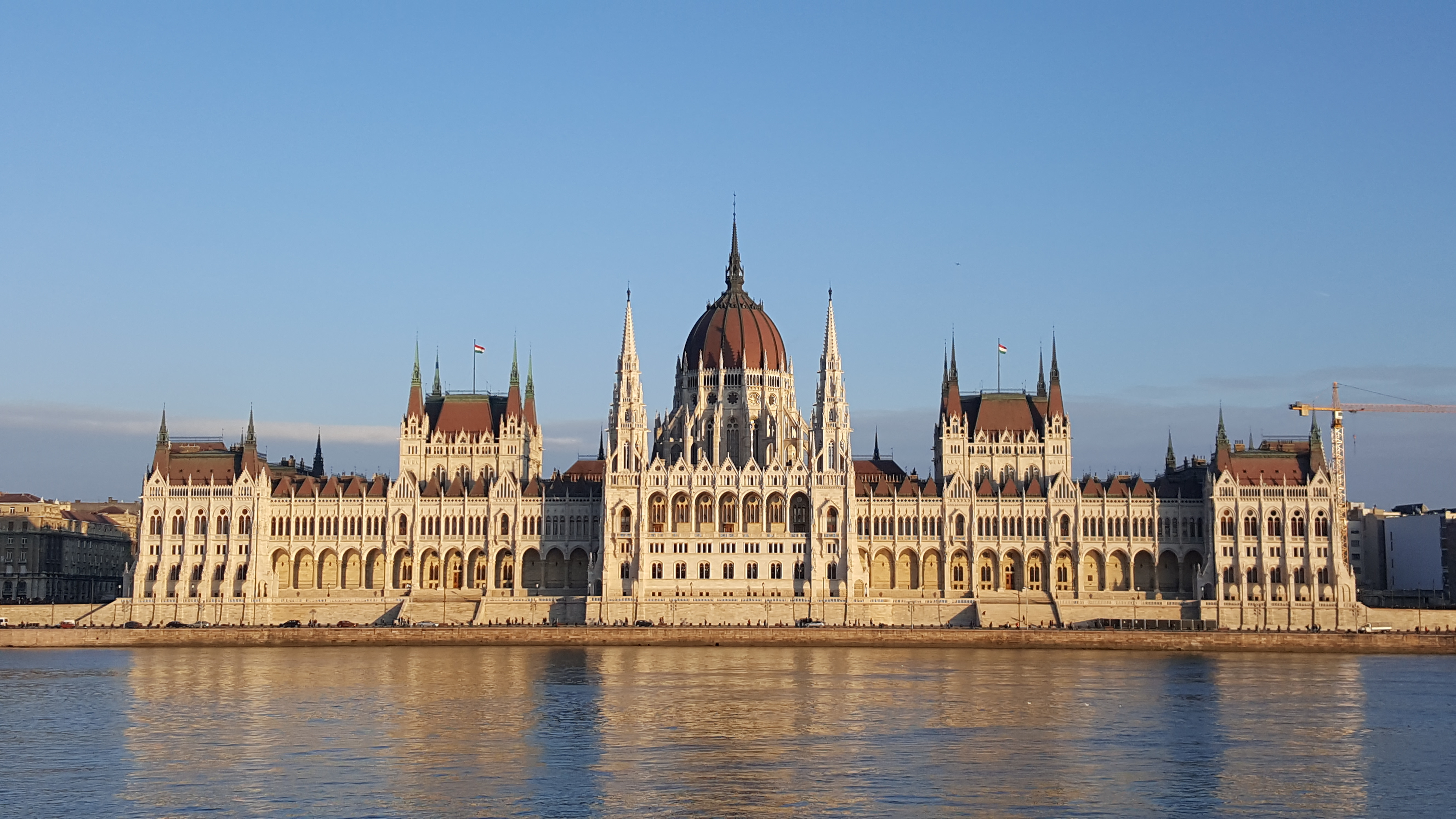
Parlamentsgebäude Budapest

Das Parlamentsgebäude (ungarisch Országház; wörtlich: „Landeshaus“) in Budapest ist Sitz des Ungarischen Parlaments (ungarisch Országgyűlés).
Der neugotische Bau wurde von 1885 bis 1904 nach Plänen des Architekten Imre Steindl für den Reichstag des Königreichs Ungarn errichtet. Das Gebäude, eines der Wahrzeichen Budapests, ist am Donauufer gelegen und eines der größten Parlamentsgebäude der Welt. Als Vorbild diente der Palace of Westminster, Sitz des Britischen Parlaments in London.

## Geschichte

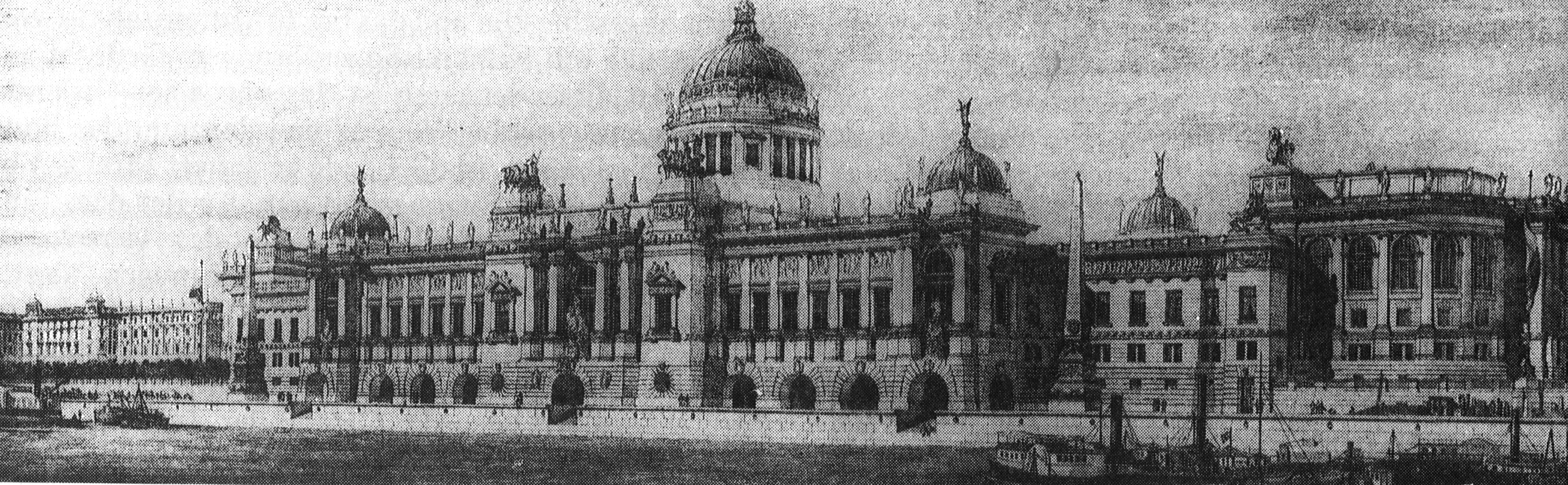
Entwurf von Otto Wagner, 1883

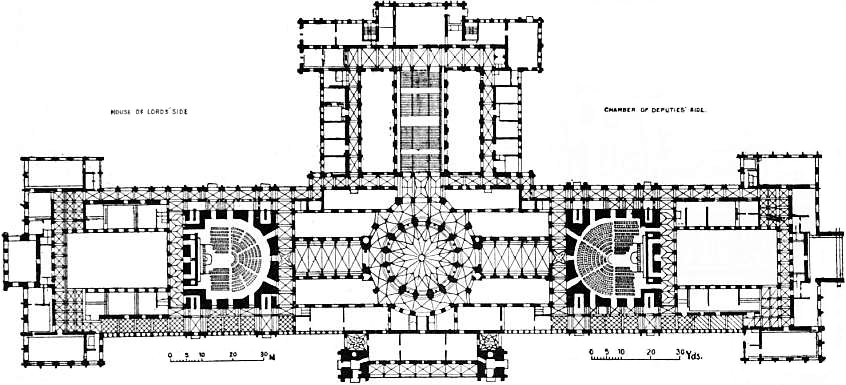
Grundriss von Imre Steindl

Schon in den 1830er-Jahren gab es Pläne zur Übersiedlung des Landtags aus Pressburg (ung. Pozsony) nach Pest. Der von Palatin Joseph geförderte Architekt Mihály Pollack arbeitete 1840 dazu Pläne aus. 1844 wurde aber vom Landtag ein internationaler Wettbewerb ausgelobt, dessen Ergebnisse allerdings im Gefolge der revolutionären Wirren von 1848/49, während derer der Landtag tatsächlich nach Pest umzog, nicht umgesetzt wurden. Nach dem Ende der Ära Bach und des Neoabsolutismus in Ungarn beschäftigte sich der Landtag ab 1861 erneut mit der Frage der Errichtung eines Parlamentsgebäudes in Pest. Der Architekt Ferenc Wieser erhielt den Zuschlag, erneut scheiterte der Bau allerdings an größeren politischen Ereignissen. 1865 durfte schließlich Miklós Ybl ein neues provisorisches Landtagsgebäude planen, das noch im selben Jahr in kürzester Zeit errichtet wurde und bis heute erhalten ist: Das Gebäude in der heutigen Sándor-Bródy-Straße 8 beherbergt derzeit das italienische Kulturinstitut in Budapest.
1873 vereinigten sich die drei Städte Buda, Pest und Óbuda zur Hauptstadt Budapest. Sieben Jahre später beschloss man, ein neues und repräsentatives Parlamentsgebäude zu errichten, das die Eigenständigkeit und Souveränität der ungarischen Nation symbolisieren sollte. Bei der folgenden Ausschreibung gewann am 22. April 1883 der ungarische Architekt Imre Steindl, wobei auch die Pläne der weiteren Erstplatzierten in Bauten wie dem Justizpalast und dem Landwirtschaftsministerium umgesetzt wurden. Die meisten Wettbewerbsentwürfe waren im Stil der Neorenaissance gehalten, so auch die Beiträge von Otto Wagner mit zwei ungarischen Partnern und dem bekannten Büro Fellner & Helmer; Steindl dagegen orientierte sich am Vorbild des neogotischen Palace of Westminster in London.
Mit dem Bau des Parlamentsgebäudes wurde 1885 begonnen. Etwa 1000 Arbeiter waren in den nächsten Jahren damit beschäftigt, über 40 Millionen Steine, darunter eine halbe Million Schmucksteine, für das Bauwerk aufeinanderzuschichten. Des Weiteren wurden etwa 40 Kilogramm Gold verwendet. Eröffnet wurde das Gebäude 1896 zu den Millenniumsfeierlichkeiten, endgültig abgeschlossen werden konnten die Bauarbeiten aber erst im Jahre 1904. Tragisch für Architekt Steindl war, dass er sein Werk niemals zu Gesicht bekam, da er vor der Vollendung erblindete. Fortan beherbergte das Gebäude den aus Magnatenhaus (Oberhaus) und Abgeordnetenhaus (Unterhaus) bestehenden Reichstag des Königreichs Ungarn innerhalb der im Ausgleich von 1867 geschaffenen Österreichisch-Ungarischen Monarchie.

## Architektur

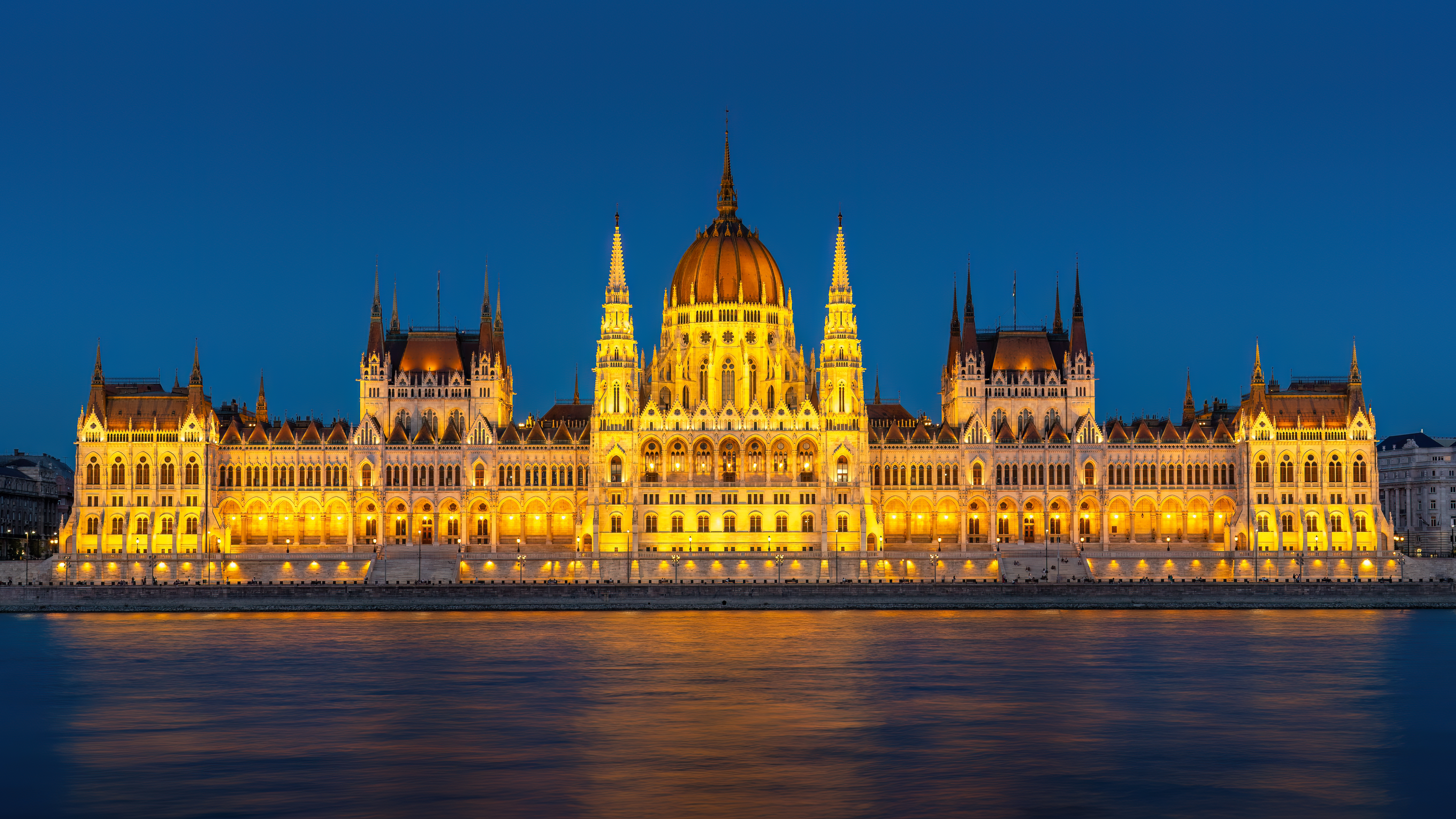
Donaufassade bei Nacht

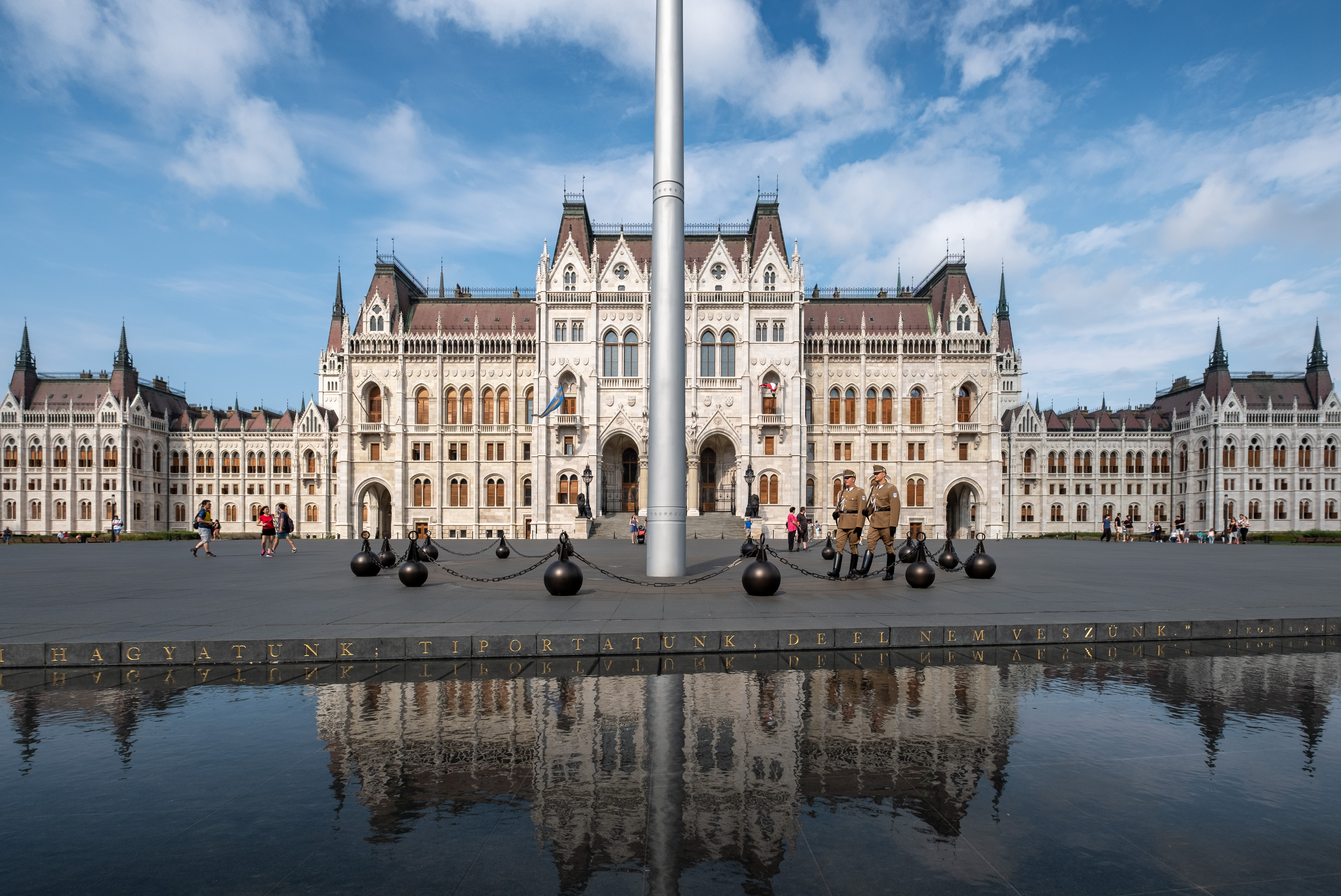
Stadtfassade bei Tag

Das direkt am Donauufer gelegene Gebäude ist eines der Wahrzeichen Budapests. Es hat eine Länge von 268 Metern und eine Breite von 123 Metern. Mit seiner Höhe von 96 Metern ist es neben der St.-Stephans-Basilika das höchste Gebäude Budapests. Es besitzt 10 Innenhöfe, 13 Personen- und Lastenaufzüge, 27 Eingänge, 29 Treppenhäuser, 691 Räume (darunter mehr als 200 Räume für offizielle Anlässe und Empfänge) und 365 Türmchen. Als Vorbild diente der Palace of Westminster, Sitz des britischen Parlaments in London.
Die Fassade des ungarischen Parlamentsgebäudes besteht aus neogotischen Elementen, die ihre Charakteristik durch die zahlreichen Türme und Giebel bekommen. Der Komplex auf annähernd T-förmigen Grundriss ist in vier Bereiche gegliedert. Mittig angeordnet ist der Kuppelsaal, in dem die Stephanskrone mit den ungarischen Reichsinsignien aufbewahrt werden. Östlich davon ragt zur Stadtseite hin der Trakt mit dem Haupteingang hervor, in dem sich auch die Prunkstiege befindet, die zur Kuppelhalle hinaufführt. Nördlich und südlich der Kuppelhalle befinden sich die Sitzungssäle und Repräsentationsräume sowie knapp 700 weitere Räumlichkeiten. Dazu gehören auch die Amtszimmer des Staatspräsidenten, des Ministerpräsidenten und des Parlaments. Da Ungarn zur Bauzeit ein Zweikammersystem hatte, das aus dem Magnatenhaus (Oberhaus) und dem Abgeordnetenhaus (Unterhaus) bestand, sind auch zwei weitgehend identische Sitzungssäle vorhanden. Während im südlichen Saal das heutige Parlament tagt, wird der nördliche Saal des ehemaligen Magnatenhauses für Kongresse und Konferenzen genutzt.
Auch das Innere des Gebäudes ist im Stil der Neugotik gehalten. Es ist mit Fresken und Wandbildern geschmückt, die die Geschichte Ungarns darstellen. Überall im Gebäude sind reiche, in Gold gehaltene Verzierungen zu finden. In einem Vorraum des Sitzungssaales ist der mit 7 mal 21 Metern größte geknüpfte Teppich Europas verlegt. In den ehemaligen Amtsräumlichkeiten des Vorsitzenden des Abgeordnetenhauses wurden 1929 drei Al-Secco-Gemälde angebracht, die ursprünglich János Hunyadi, Ferenc Kossuth und Miklós Horthy darstellten. Das Horthy darstellende Bild wurde nach 1945 entfernt, nach 1977 auch das sozialistisch-realistische Gemälde, das an seine Stelle getreten war.
Der im mittleren Teil angeordnete Kuppelsaal, mit seiner 96 Meter hohen und mit neogotischen Motiven geschmückten Kuppel, dient heute vor allem zu repräsentativen Zwecken. Seit dem 1. Januar 2000 werden in der Kuppelhalle auch die Stephanskrone und die ungarischen Kronjuwelen aufbewahrt und durch die Kronwache mit ihren traditionellen Uniformen bewacht. Viele Ungarn nutzten seitdem die Gelegenheit, die wichtigsten Symbole der Nation zu besichtigen. Gruppenführungen werden in verschiedenen Sprachen, unter anderem auf Deutsch, durchgeführt. Der 1950 an der Spitze der Kuppel angebrachte Rote Stern wurde 1990 abgenommen und 1992 durch eine Nachbildung der originalen Spitze ersetzt.
Da die Sommer in Budapest heiß werden können, erdachte sich der Architekt des Parlaments eine besondere Art von Klimaanlage. Man platzierte zwei Springbrunnen vor dem Gebäude, unter denen man verborgene Öffnungen anbrachte. Diese Öffnungen dienten der Luftzufuhr und der Luftzirkulation. Dazu liefen Tunnel von den Brunnen bis in das Parlament und lieferten so die wassergekühlte Frischluft bis in die Sitzungssäle. Später wurden einige der Tunnel allerdings zugemauert. Die verbliebenen offenen Luftkanäle werden auch heute noch genutzt, so werden an heißen Sommertagen hier große Mengen an Eis deponiert, um die Räume des Parlaments zu kühlen. Auf dem Lajos-Kossuth-Platz vor der Westfassade des Parlamentsgebäudes befinden sich Statuen ungarischer Staatsmänner und Nationalhelden wie Lajos Kossuth, Franz II. Rákóczi, István Tisza und Gyula Andrássy. Eine ewige Flamme auf einem weiteren Denkmal aus grauem Granit ehrt die Helden und Opfer des ungarischen Volksaufstandes von 1956.

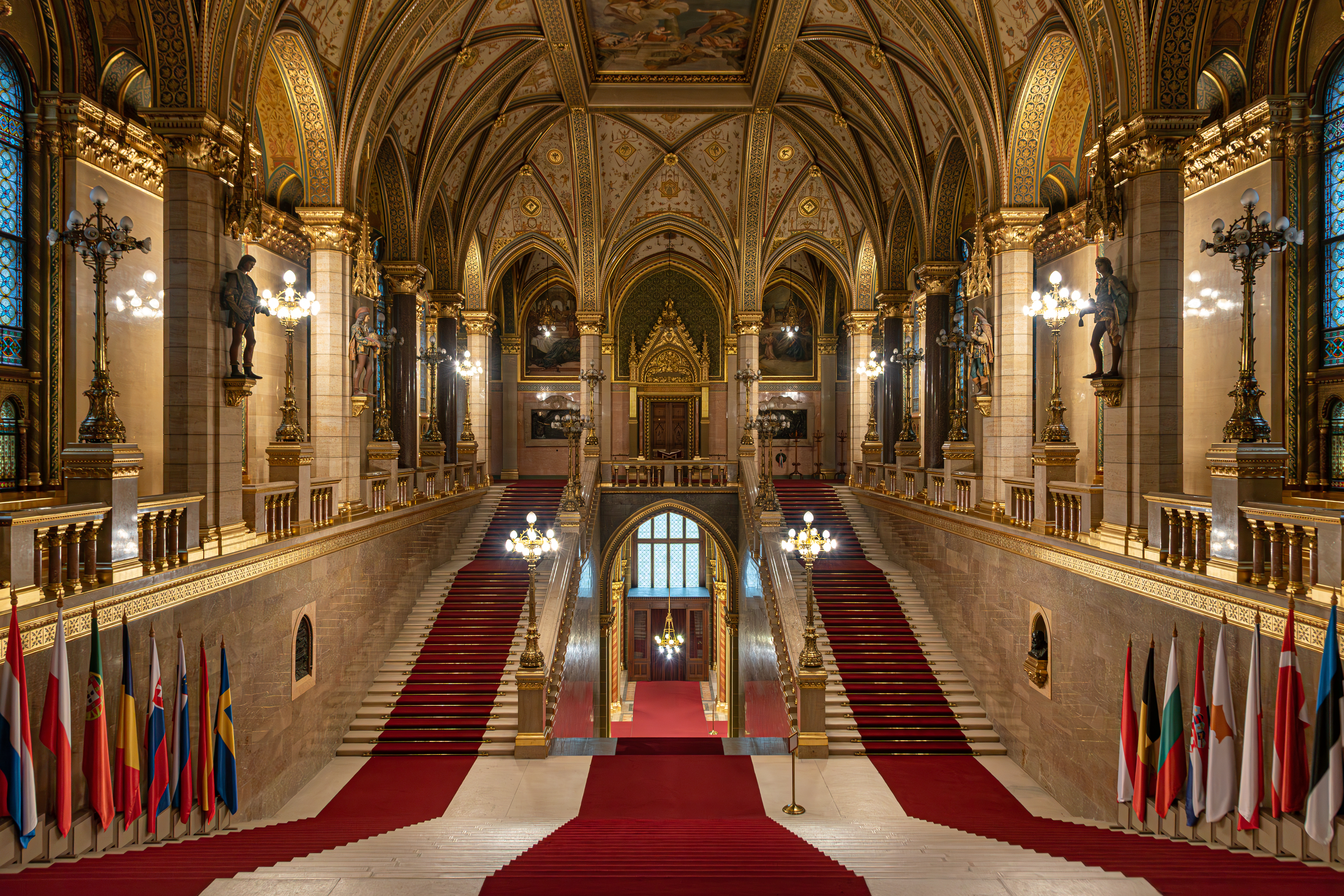
Prunkstiege
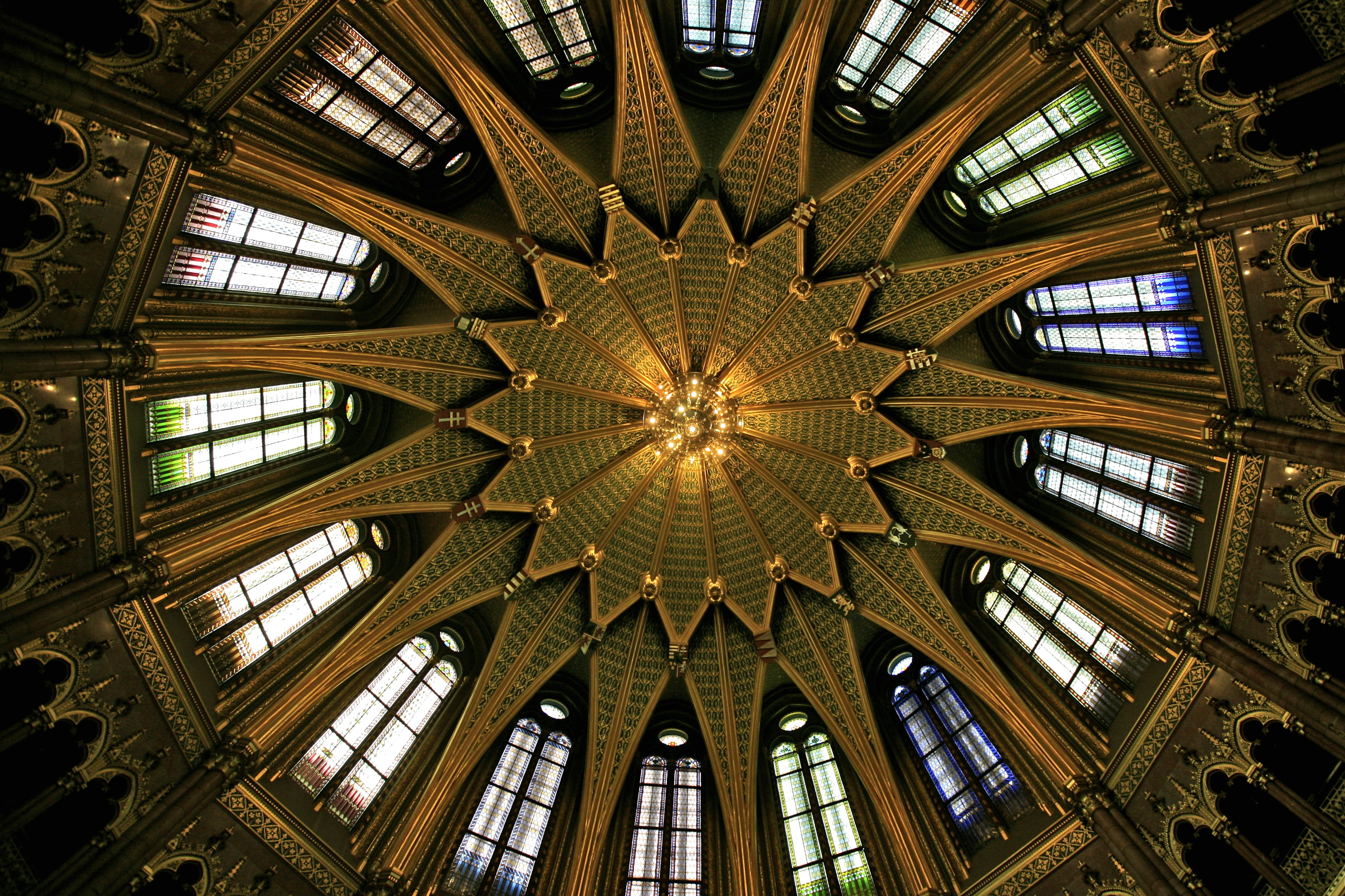
Kuppelhalle
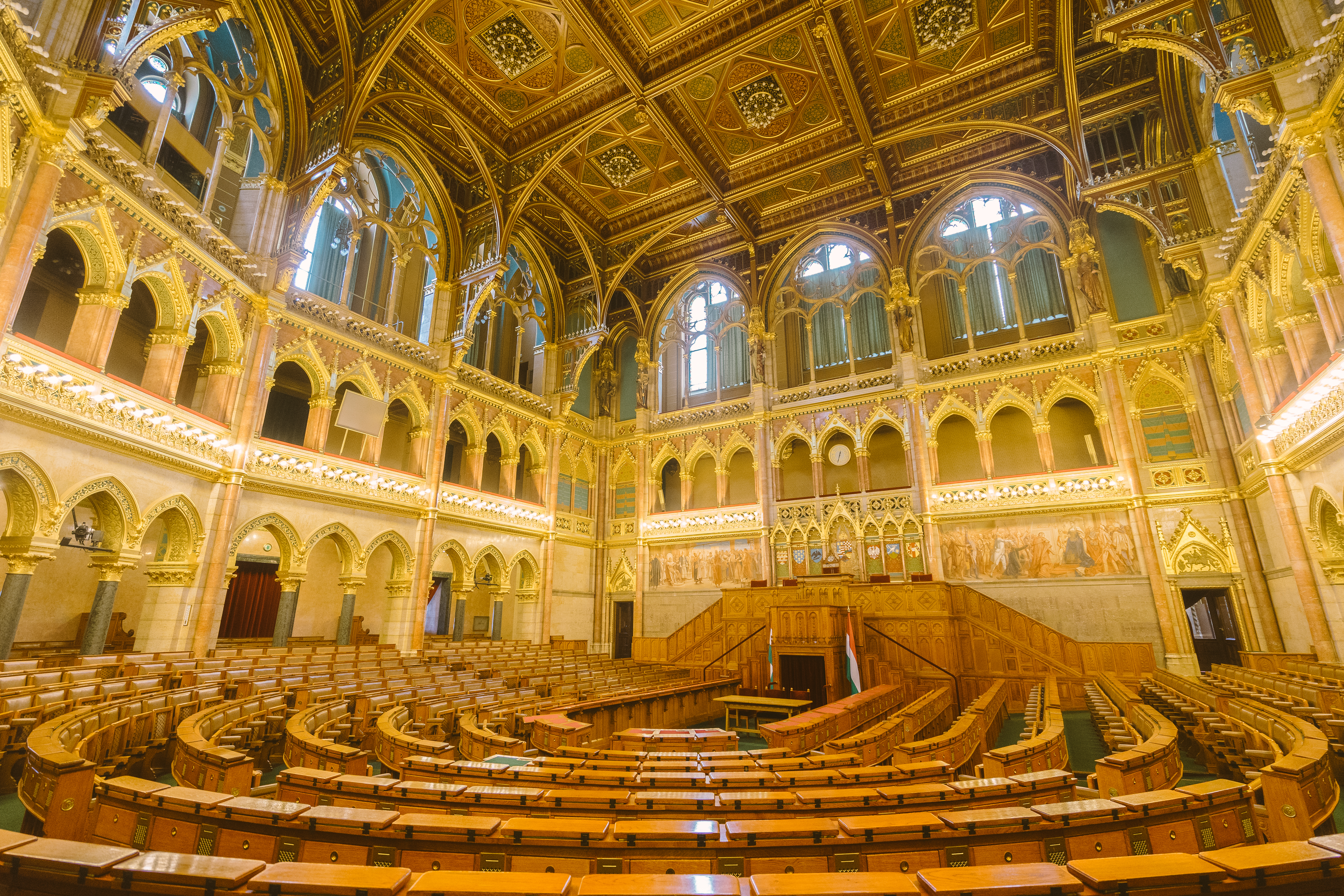
Sitzungssaal